# Plecoptera misera
Plecoptera misera là một loài bướm đêm trong họ Erebidae.